# Garniga Terme
Garniga Terme là một đô thị ở Trentino ở vùng Trentino-Alto Adige/Südtirol của Ý, tọa lạc cách 8 km về phía tây nam của Trento. Tại thời điểm ngày 31 tháng 12 năm 2004, đô thị này có dân số 364 người và diện tích là 13,1 km².
Garniga Terme giáp các đô thị: Trento, Cimone và Aldeno.